# گردنه قزیلار
گردنهٔ قزیلارت یا گردنهٔ قیزلرت گردنه و گذرگاهی کوهستانی در میان رشته‌کوه ترانس-آلای در پامیر و بر روی مرز تاجیکستان و قرقیزستان است. بلندای آن به ۴٬۲۸۰ متر می‌رسد. بخشی از راهی که از خاروغ در جنوب تاجیکستان به اوش در قرقیزستان می‌رود از این گردنه می‌گذرد. بیشتر گسترهٔ این گردنه را زمین‌های ناهموار و خشک پوشانده است.